# ردورز هنری بولر
ردورز هنری بولر (انگلیسی: Redvers Buller; ۷ دسامبر ۱۸۳۹ – ۲ ژوئن ۱۹۰۸) فرد نظامی اهل پادشاهی متحد بریتانیای کبیر و ایرلند بود. وی همچنین برندهٔ جوایزی همچون صلیب ویکتوریا شده‌است.